# キムボイ県

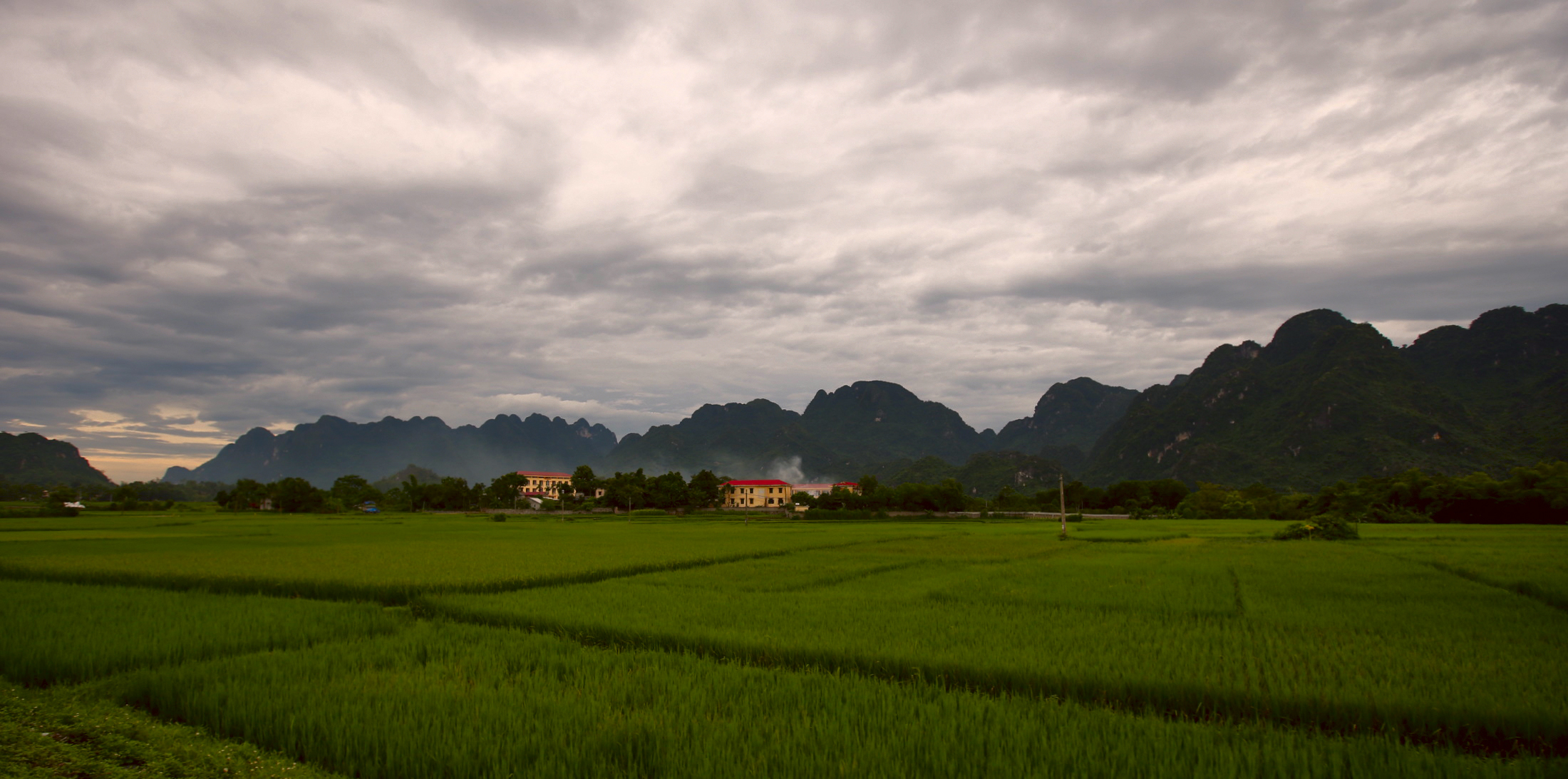

キムボイ県（キムボイけん、ベトナム語：Huyện Kim Bôi / 縣金盃?）は、ベトナム社会主義共和国ホアビン省の県。面積は549.5 km²、人口は120,140人（2019年）である。

## 行政区画
1市鎮16社から構成される。